# ایلانجیق
 ایلانجیق ، روستایی است از توابع بخش چاپشلو و در شهرستان درگز استان خراسان رضوی ایران.

## جمعیت
این روستا در دهستان قره باشلو قرار داشته و بر اساس سرشماری سال ۱۳۸۵ جمعیت آن (۶۸خانوار) ۳۰۱نفر
بوده است.